# 右骁卫
右骁卫，中国古代禁卫军指挥机构。唐朝十六卫之一。

## 历史
隋文帝开皇十八年（598年）置右备身府，隋炀帝大业三年（607年）改为右骑卫府（右骁骑）。右骑卫府属于十二卫，设大将军一员，将军二员，统诸鹰扬府府兵。下设都护军四员，辅佐将军，护军改为虎贲郎将（武贲郎将），又设武虎牙郎将（武牙郎将）六员，属官有长史、录事参军、司仓、司兵、司骑、司铠等。军士称之为豹骑。
唐高祖武德五年（622年）右骑卫府改为右骁骑卫。唐高宗龙朔二年（662年）改右骁骑卫置右骁卫。光宅元年（684年）改称右武威卫，神龙元年（705年）复名右骁卫。
右骁卫在左卫、右卫之下，掌管宫禁宿卫，率领翊府及诸折冲府府兵。翊府的翊卫、外府豹骑番上，分配之，分兵守诸门，在皇城四面、宫城内外，与左卫、右卫分管助铺。
- 右骁卫大将军一人，正三品。置上将军之前，为右骁卫长官。总府事，掌宫禁宿卫。
- 右骁卫将军二员，从三品。佐大将军总府事，协掌宫禁宿卫。

武则天天授二年（691年）置司阶、中候、司戈、执戟四色官及长上。唐德宗贞元二年（788年）设右骁卫上将军一人，在大将军之上，为右骁卫长官，从二品。掌管宫禁宿卫。
辽朝也设置右骁卫，设大将军、上将军、将军，为加官，领折冲都尉、果毅都尉。
北宋右骁卫上将军、大将军、将军为环卫官，无定员、无职掌，多让宗室担任，也作为武臣赠典或武官责降散官。元丰改制后，右骁卫上将军为从三品，右骁卫大将军降为正四品，右骁卫将军降为从四品。南宋多不除授，宋孝宗隆兴年间复置右骁卫上将军、大将军、将军。

## 人物
- 右骁卫将军长孙晟
- 613年，右骁卫大将军来护儿
- 615年，右骁卫大将军李浑
- 616年，右骁卫将军李渊
- 619年，右骁卫大将军刘弘基
- 622年，右骁卫大将军李高迁
- 627年，右骁卫大将军长孙顺德
- 630年，右骁卫将军康苏密
- 642年，右骁卫大将军契苾何力
- 644年，右骁卫将军程名振
- 649年，右骁卫郎将高侃
- 651年，右骁卫将军高德逸
- 674年，右骁卫员外大将军金仁问
- 693年，右武威卫大将军武攸宜
- 697年，右武威卫将军沙吒忠义
- 699年，右武威卫将军骆务整
- 699年，右武威、金吾二卫大将军唐休璟
- 714年，右骁卫将军范及
- 714年，右骁卫将军郭知运
- 715年，右骁卫将军李玄道
- 732年，右骁卫将军安金藏
- 806年，右骁卫将军李演
- 823年，右骁卫将军韩公武
- 843年，右骁卫将军刘从素
- 864年，骁卫将军高骈
- 869年，右骁卫大将军张玄稔
- 939年，右骁卫大将军房暠
- 956年，后周右骁卫大将军王环